# Sandow (film)
Sandow je americký němý film z roku 1894. Režisérem je William Kennedy Dickson (1860–1935). Natáčení probíhalo v dubnu 1894 ve studiu Černá Marie pomocí Edisonova kinetoskopu. Film trvá necelou minutu a zobrazuje anglického kulturistu Eugena Sandowa, jak v krátkých spodkách pózuje a ukazuje tak z různých úhlů svoje svaly.
Eugen Sandow si byl vědom, že se lidem líbí jeho vypouklé svaly více než když zvedá těžké předměty, a proto využil šance se zvěčnit na filmovém plátně, aby se stal slavnějším. Film měl premiéru 18. května 1894 a jednalo se o první komerční promítání filmu v historii. Později vznikly i snímky Sandow No. 2 a Sandow No. 3. Tato trilogie, pod názvem Souvenir Strip of the Edison Kinetoscope, je historiky označována za nejstarší filmovou sérii na světě. Film je volným dílem.